# Unione Esercizi Elettrici
La Unione Esercizi Elettrici (UNES), azienda fondata nel 1905, fu un protagonista di primo piano nella storia dell'elettrificazione in Italia.
Rispetto agli altri grandi operatori del settore attivi fino alla costituzione dell'Enel quali Edison, SADE, SIP, Centrale e SME, quest'ultima legata da accordi societari, la UNES si caratterizzò per operare in aree rurali e nelle città minori del centro-sud, per le quali rappresentò l'emblema stesso della modernità dopo aver acquisito produttori e distributori locali.

## Settori di attività

### Distribuzione di energia elettrica
L'UNES operava come produttore e distributore di energia elettrica prevalentemente zone agricole, considerate "potenziali centri di sviluppo", con un territorio distribuito su 50.000 chilometri quadrati.
In virtù degli accordi con i produttori di energia e con gli altri distributori nazionali, il raggio di azione della UNES includeva Umbria, Lazio, Piemonte, Liguria, Toscana, Marche e Abruzzi, con forniture elettriche che coprivano dalla Valle di Susa, le valli del Tanaro ed alta Bormida, il Lago Maggiore, l'Alto Savio.

### Reti tranviarie

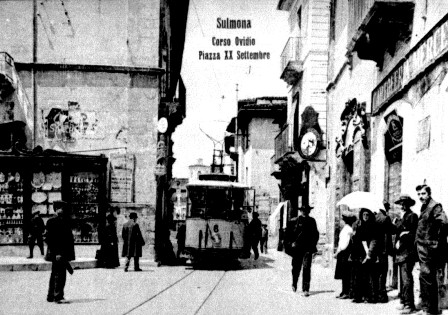
Sulmona, piazza XX Settembre

Fra le attività collaterali, come già in uso da parte di imprese concorrenti europee, UNES operò altresì reti di trasporto urbano a trazione elettrica, gestendo due importanti tranvie urbane:
- La tranvia di Perugia fu inaugurata nel 1899, contestualmente all'illuminazione elettrica cittadina, per collegare il centro storico di Perugia con la stazione ferroviaria di Fontivegge. Esercita inizialmente dalla Società Anonima Elettricità Umbra (SAEU), la tranvia passò alla UNES nel 1929[3]. Nel 1943 l'impianto fu soppresso per far posto ad una filovia
- La tranvia di Sulmona si caratterizzò per un percorso breve, lungo meno di 3 km, e per un'altrettanto breve esistenza, rimanendo in funzione solo dal 1909 al 1943, anno in cui gli eventi bellici misero definitivamente fuori uso l'impianto. La UNES, che già gestiva l'impianto di illuminazione elettrico cittadino[4], subentrò alla Società Elettrotecnica Italiana (SEI), originario gestore, nel 1910[5].

## Storia
L'11 febbraio 1905 alcuni ingegneri laureatisi nei politecnici di Milano e Torino fondano a Milano la UNES; fra essi Emilio De Benedetti, che ne divenne amministratore delegato.
I capitali necessari per gli investimenti erano apportati inizialmente da banche europee e in seguito da istituti di credito nazionali fra i quali si distingueva la banca Commerciale italiana.

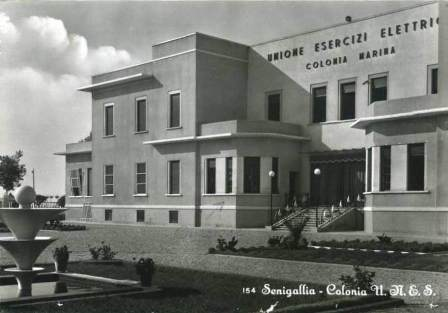
Colonia UNES di Senigallia

La crescita della UNES fu repentina: già all'indomani della fondazione in diverse realtà si assiste alla sostituzione di UNES rispetto alle preesistenti realtà come, nel caso delle Marche, leaziende private Società Litoranea di Elettrici, la Società Marchigiana di Elettricità di Recanati e le diverse municipalizzate. Furono altresì acquisiti alcuni impianti di produzione locali, come la centrale idroelettrica di Pedaso, lungo la Statale Adriatica e la centrale idroelettrica di Venamartello, alimentata dalle acque del Tronto, costruita dalla Società Industriale Italiana ed entrata in servizio nel 1907, quest'ultima acquistata dall'UNES, nel 1929.
Nel 1939 la UNES venne incorporata nella Società Meridionale di Elettricità (SME) che due anni prima era entrata nel neocostituito IRI.
Nel secondo dopoguerra principali gruppi del centro sud, ossia Gruppo la Centrale (SELT, Valdarno e SRE), SME, ACEA e UNES si accordarono per unificare gli acquisti di energia elettrica presso i produttori settentrionali, anche per far fronte alle difficoltà di produzione della società Terni allora impegnata nella produzione di energia elettrica; nel 1950 tali accordi portarono a ripartire equamente i prelievi effettuati.
L'UNES cessò formalmente ogni attività nel 1962, anno in cui queste vennero assorbite dall'Enel nell'ambito del processo di nazionalizzazione del settore, per scomparire definitivamente il 12 marzo 1964, quando avvenne la fusione con Italsider. La SME, ritiratasi anch'essa dal mercato elettrico, divenne invece un colosso dell'industria alimentare.

## Dati societari

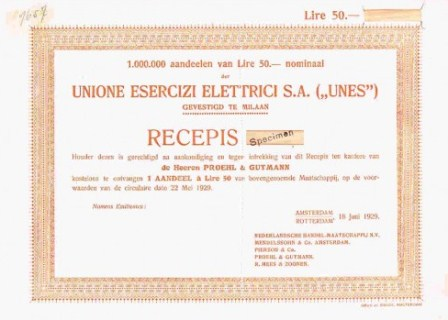
Certificato UNES

L'Unione Esercizi Elettrici fu costituita come società anonima con sede in Milano e capitale sociale di Lire 325.000.000; la sede fu successivamente portata a Roma e l'azienda divenne Società per Azioni
La descritta acquisizione piccole realtà del territorio consentì di esercitare oligopolio in un settore caratterizzato da costi fissi elevati, arrivando a servire un sesto del territorio italiano
I libri sociali UNES sono stati conservati presso archivio storico Italsider e, in seguito, dalla Fondazione Ansaldo